# Dato Kvirkvelia
Davit Kvrkvelia (27 de julio de 1980) es un futbolista de nacionalidad georgiana que actualmente milita en las filas del FC Rustavi.

## Trayectoria
- FC Kolkheti-1913 Poti (1999-2002)
- Dinamo Tbilisi (2002-2004)
- FC Alania Vladikavkaz (2005)
- PFK Metalurg Zaporizhia (2006-2007)
- FC Rubín Kazán (2008-2010)
- FK Anzhí Majachkalá (2010)
- Panionios (2011-2012)
- Anorthosis Famagusta (2012)
- FC Dila Gori (2012-2013)
- Dinamo Tbilisi (2013-2014)
- FC Samtredia (2014-2015)
- FC Dila Gori (2015-2016)
- FC Dinamo Batumi (2016-2017)
- FC Rustavi (2018-)

## Selección nacional
Ha sido internacional en 59 ocasiones con Georgia.